# Cá hồi Masu
Cá hồi Masu (danh pháp hai phần: Oncorhynchus masou) là một loài cá thuộc họ Cá hồi. Loài cá hồi này được tìm thấy ở Tây Thái Bình Dương cùng khu vực Đông Á, từ Kamchatka, quần đảo Kuril, Sakhalin, vùng Primorsky phía nam thông qua Hàn Quốc, Đài Loan và Nhật Bản). Có một số phân loài, bao gồm "Oncorhynchus masou masou" (ví dụ như ở Hàn Quốc), loài nguy cấp trong đất liền Đài Loan cá hồi Đài Loan (Oncorhynchus masou formosanus) tìm thấy trong các hệ thống nước ngọt nhất định của Đài Loan, và cá hồi Masu Oncorhynchus masou macrostomus ở Nhật Bản. Tất cả ba phân loài đôi khi chung Bản mẫu:Source được gọi là cá hồi "Masu".
Tính trung bình, cá hồi này thích khí hậu ôn đới, xung quanh khu vực của 65 ° N - 58 ° N, và trên biển, nó thích một độ sâu 0 – 200 m.

## Mô tả
Một cá hồi Masu đạt đến sự trưởng thành tính dục đã có lưng màu tối, và các sọc trên mặt cơ thể trở thành màu đỏ tươi với pha đỏ thẫm kết hợp vào bụng vào một dải phổ biến theo chiều dọc có màu sắc nhẹ hơn. Đó là vì lý do này mà nó đã được đưa tên cá hồi anh đào.
Con trưởng thành có cân nặng từ 2 đến 2,5 kg và dài khoảng 50 cm. Kích thước tối đa (ở vùng Primorsky Krai) là dài 71 cm và nặng 9 kg.

## Hình ảnh

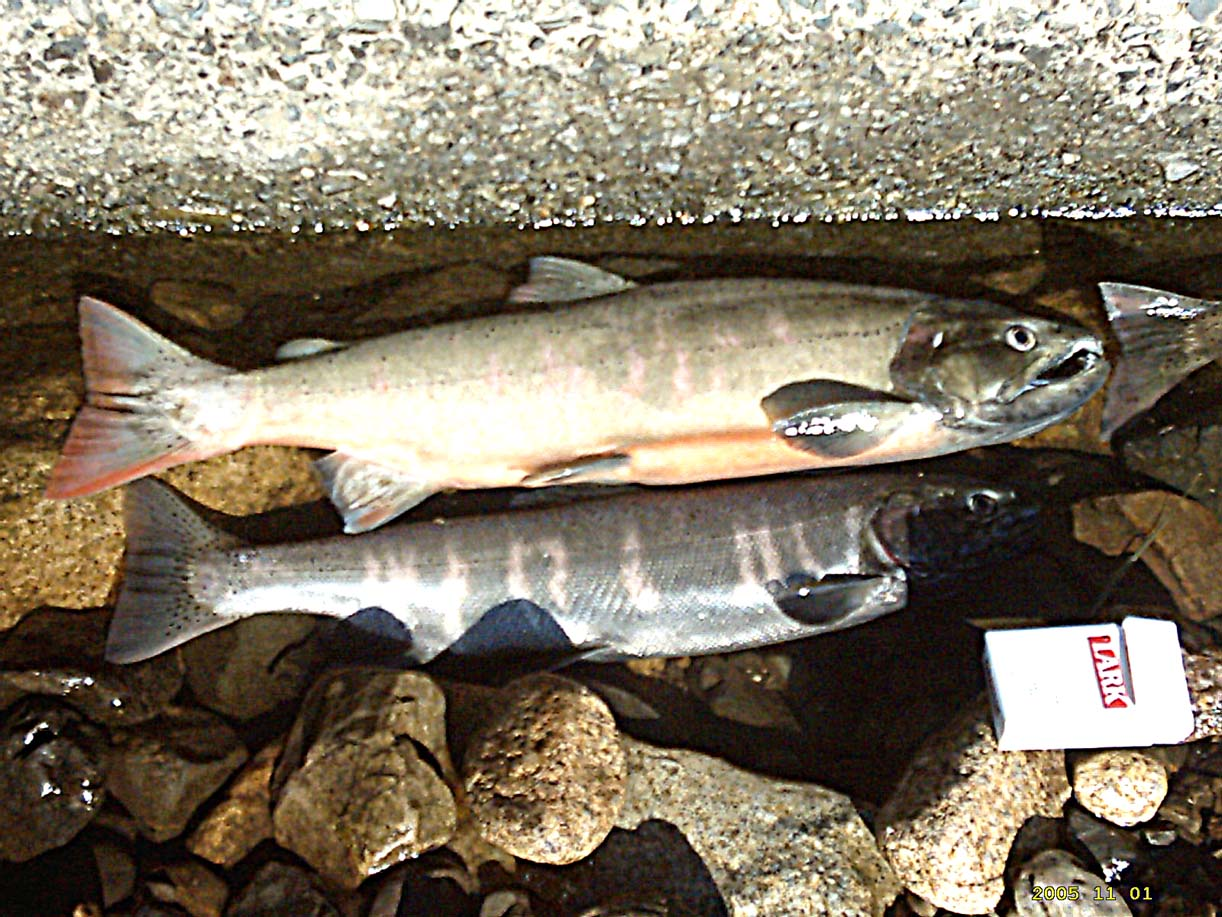
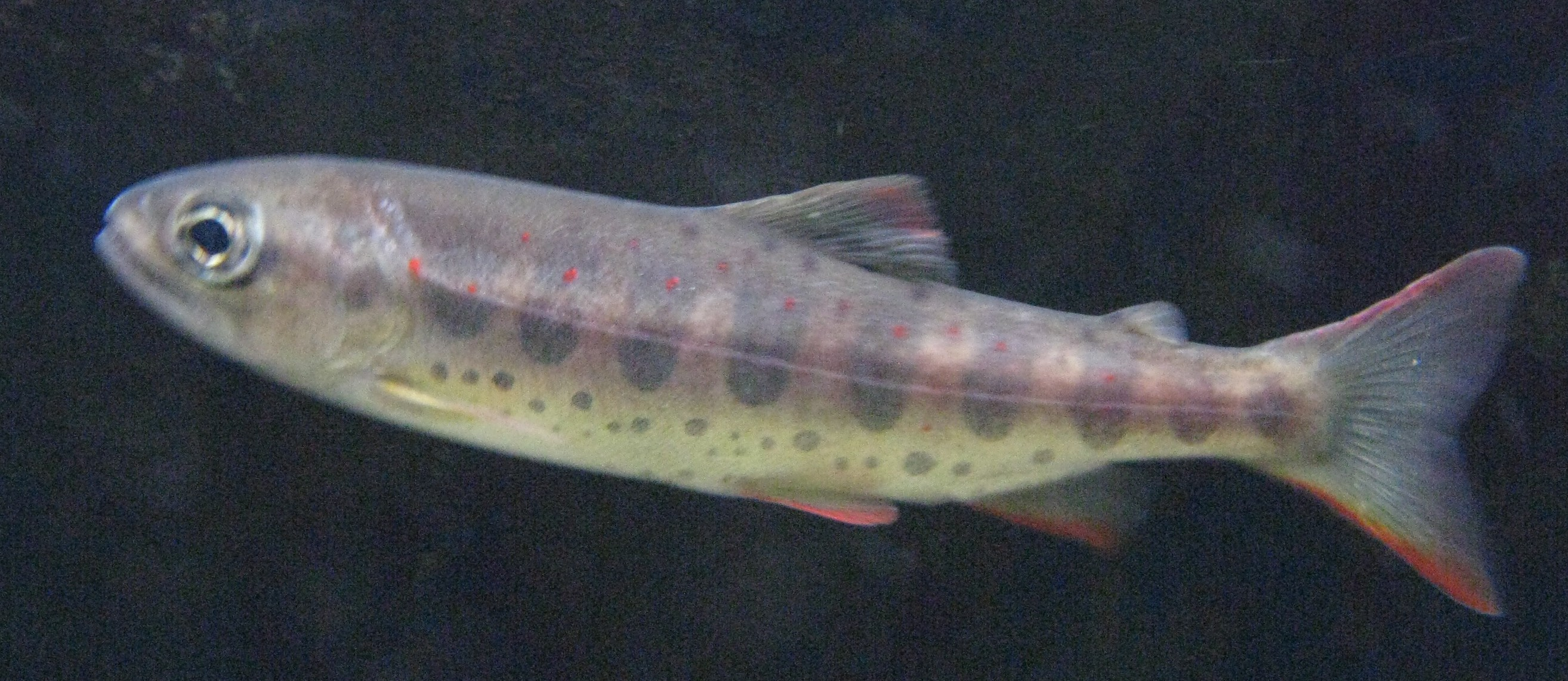
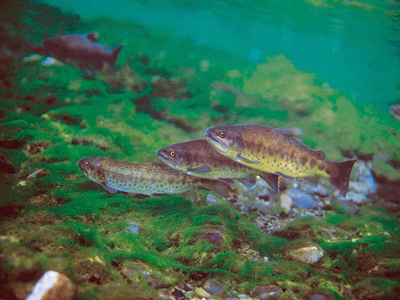
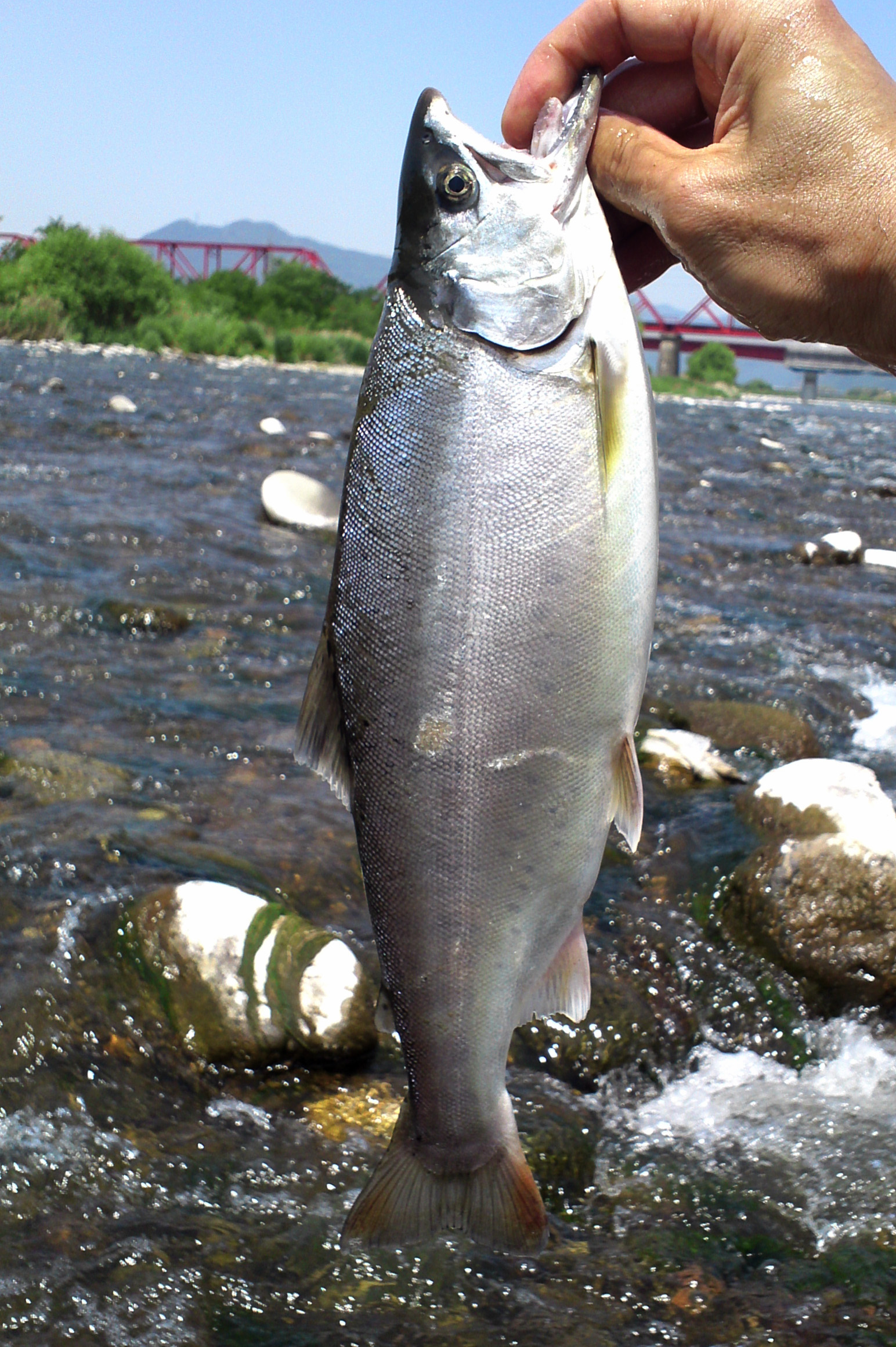